# San Jose (Antique)

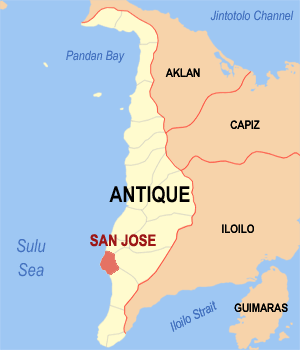
San Joses läge i Antique

San Jose är en ort i Filippinerna. Den är administrativ huvudort för provinsen Antique i regionen Västra Visayas och har 62 534 invånare (folkräkning 1 maj 2015).
San Jose räknas officiellt inte som stad utan är en kommun. Kommunen är indelad i 28 smådistrikt, barangayer, varav samtliga är klassificerade som tätortsdistrikt.